# Larry Fitzgerald
Larry Darnell Fitzgerald, Jr. (* 31. August 1983 in Minneapolis, Minnesota) ist ein ehemaliger US-amerikanischer American-Football-Spieler auf der Position des Wide Receivers. Er spielte in seiner gesamten 17-jährigen Profikarriere für die Arizona Cardinals in der National Football League (NFL), die ihn auch 2004 an dritter Stelle gedraftet hatten. Zuvor spielte er für die University of Pittsburgh College Football. Er ist nach Jerry Rice der Spieler mit den zweitmeist gefangenen Bällen (1.432) und hat dabei mit 17.492 Yards den zweitmeisten Raumgewinn erzielt.

## College
Fitzgerald spielte von 2002 bis 2004 für die Panthers der University of Pittsburgh. Er wurde während seiner Zeit in Pittsburgh als einer der besten Wide Receiver im College Football angesehen. 2003 wurden ihm deswegen auch diverse Auszeichnungen verliehen, unter anderem der Walter Camp Award (bester Collegespieler) und der Fred Biletnikoff Award (bester Wide Receiver).
In 26 Spielen für Pitt fing Fitzgerald 161 Pässe für 2677 Yards. Er stellte dabei den Schulrekord von 34 gefangenen Touchdowns auf und brach den Rekord für Spiele mit Passfängen über 100 Yards (14). Er war außerdem der erste Spieler Pittsburghs mit gefangenen 1000 Yards in aufeinander folgenden Saisons. Fitzgerald hat auch den NCAA-Rekord mit 18 Spielen in Folge mit mindestens einem Touchdown. Nach seiner aktiven Karriere wurde er 2024 in die College Football Hall of Fame aufgenommen.

### Collegestatistik
|                |                     |        | Receiving | Receiving | Receiving |
| Jahr           | Team                | Spiele | Passfänge | Yards     | TDs       |
| -------------- | ------------------- | ------ | --------- | --------- | --------- |
| 2002           | Pittsburgh Panthers | 13     | 69        | 1,005     | 12        |
| 2003           | Pittsburgh Panthers | 13     | 92        | 1,672     | 22        |
| College gesamt | College gesamt      | 26     | 161       | 2,677     | 34        |

Quelle:

## NFL
2004 wurde er nach Eli Manning und Robert Gallery als dritter Spieler im NFL Draft von den Arizona Cardinals ausgewählt. In seinen ersten fünf Spielzeiten in der NFL fing er 425 Pässe für fast 6.000 Yards, dabei erzielte er 46 Touchdowns für die Cardinals. Wegen seiner guten Leistungen wurde er 2005, 2007 und 2008 in den Pro Bowl gewählt. Diese drei Spielzeiten beendete er jeweils mit mehr als 1.400 Yards.
Fitzgerald bildete zusammen mit Anquan Boldin eines der besten Wide-Receiver-Duos der Liga. In der Saison 2008 erzielten beide mehr als 1.000 Yards, was zudem auch noch dem dritten Wide Receiver der Cardinals, Steve Breaston, gelang. Dies gelang vor den dreien erst vier anderen Receiver-Trios in der Liga.
Sein sportliches Vorbild ist der ehemalige Wide Receiver Cris Carter.
Am 1. Februar 2009 gelangen ihm im Super Bowl XLIII zwei Touchdowns. Das reichte zwar nicht zum Sieg, die Cardinals unterlagen den Pittsburgh Steelers mit 23:27, allerdings verbesserte er damit den Rekord von Jerry Rice für die meisten Touchdowns in einer Post-Season auf sieben Touchdowns.
Am 13. Spieltag der Saison 2015 gelang es ihm als elftem Spieler der NFL-Geschichte, in seiner Karriere 1000 Passfänge zu erreichen. In den Divisional Playoffs desselben Jahres trug er mit acht Passfängen für 176 Yards zum Sieg gegen die Green Bay Packers bei. Das Spiel endete nach einem Touchdown von Fitzgerald 26:20 nach Overtime. Allerdings unterlagen die Cardinals im NFC Championship Game eine Woche später den Carolina Panthers.
In der darauf folgenden Saison fing er am ersten Spieltag gegen die New England Patriots seinen 100. Touchdown.

## NFL-Statistik
| Saison | Team   | Spiele | Spiele | Receiving | Receiving | Receiving | Receiving | Receiving | Rushing | Rushing | Rushing | Rushing | Rushing | Fumbles | Fumbles |
| Saison | Team   | GP     | GS     | Rec       | Yds       | Avg       | Lng       | TD        | Att     | Yds     | Avg     | Lng     | TD      | FUM     | Lost    |
| ------ | ------ | ------ | ------ | --------- | --------- | --------- | --------- | --------- | ------- | ------- | ------- | ------- | ------- | ------- | ------- |
| 2004   | ARI    | 16     | 16     | 58        | 780       | 13,4      | 48        | 8         | 8       | 14      | 1,8     | 10      | 0       | 1       | 0       |
| 2005   | ARI    | 16     | 16     | 103       | 1.409     | 13,7      | 47        | 10        | 8       | 41      | 5,1     | 15      | 0       | –       | -       |
| 2006   | ARI    | 13     | 13     | 69        | 946       | 13,7      | 57        | 6         | 0       | 0       | –       | –       | 0       | –       | -       |
| 2007   | ARI    | 15     | 15     | 100       | 1.409     | 14,1      | 48T       | 10        | –       | –       | –       | –       | –       | 3       | 3       |
| 2008   | ARI    | 16     | 16     | 96        | 1.431     | 14,9      | 78T       | 12        | –       | –       | –       | –       | –       | 1       | 0       |
| 2009   | ARI    | 16     | 16     | 97        | 1.092     | 11,3      | 34T       | 13        | –       | –       | –       | –       | –       | –       | -       |
| 2010   | ARI    | 16     | 15     | 90        | 1.137     | 12,6      | 41        | 6         | –       | –       | –       | –       | –       | –       | -       |
| 2011   | ARI    | 16     | 16     | 80        | 1.411     | 17,6      | 73T       | 8         | –       | –       | –       | –       | –       | –       | -       |
| 2012   | ARI    | 16     | 16     | 71        | 798       | 11,2      | 37T       | 4         | –       | –       | –       | –       | –       | –       | -       |
| 2013   | ARI    | 16     | 16     | 82        | 954       | 11,6      | 75T       | 10        | 2       | 8       | 4,0     | 4       | 0       | 1       | 1       |
| 2014   | ARI    | 14     | 13     | 63        | 784       | 12,4      | 80T       | 2         | –       | –       | –       | –       | –       | 1       | 1       |
| 2015   | ARI    | 16     | 16     | 109       | 1.215     | 11,1      | 44        | 9         | –       | –       | –       | –       | –       | 2       | 2       |
| 2016   | ARI    | 16     | 16     | 107       | 1.023     | 9,6       | 33        | 6         | 2       | 5       | 2,5     | 4       | 0       | 2       | 1       |
| 2017   | ARI    | 16     | 16     | 109       | 1.156     | 10,6      | 37        | 6         | -       | -       | -       | -       | -       | 1       | 1       |
| 2018   | ARI    | 16     | 16     | 69        | 734       | 10,6      | 37        | 6         | -       | -       | -       | -       | -       | -       | -       |
| 2019   | ARI    | 16     | 16     | 75        | 804       | 10,6      | 54        | 4         | -       | -       | -       | -       | -       | 1       | -       |
| 2020   | ARI    | 13     | 13     | 54        | 409       | 7,6       | 18        | 1         | -       | -       | -       | -       | -       | -       | -       |
|        | Gesamt | 263    | 261    | 1.432     | 17.492    | 12,2      | 80        | 121       | 20      | 68      | 3,4     | 15      | 0       | 13      | 9       |